# Casal del carrer Canal, 20 (Cabanes)
El Casal del carrer Canal, al número 20, és un edifici del municipi de Cabanes (Alt Empordà) inclòs en l'Inventari del Patrimoni Arquitectònic de Catalunya.

## Descripció
Està situada dins del nucli antic de la població de Cabanes, a l'extrem sud-oest del terme, a la plaça de la Torre. És un edifici de planta rectangular, format per dos cossos adossats. El cos principal presenta la coberta de dues vessants i està distribuït en planta baixa, pis i golfes.
En l'actualitat, l'edifici ha estat força transformat. S'ha tapat el parament de pedra mitjançant un revestiment arrebossat, que també amaga l'emmarcament de carreus de pedra de les finestres del pis, tot i que algunes d'elles també han estat modificades. L'única obertura destacable és el portal d'accés rectangular, donat que conserva els brancals bastits amb carreus i la llinda plana, decorada amb un plafó central gravat amb la inscripció "IHS 1596 MAZI". El cos adossat està situat a la banda de llevant. És rectangular, amb garatge a la planta baixa i terrassa al pis.

## Història
L'edifici va ser bastit vers el 1596, tal com ho testimonia la llinda commemorativa incisa ubicada a la porta principal: IHS 1596 MAZI.